# SN 2007I
SN 2007I – supernowa typu Ic odkryta 14 stycznia 2007 roku w galaktyce A115913-0136. W momencie odkrycia miała maksymalną jasność 18,00m.